# Atlas G

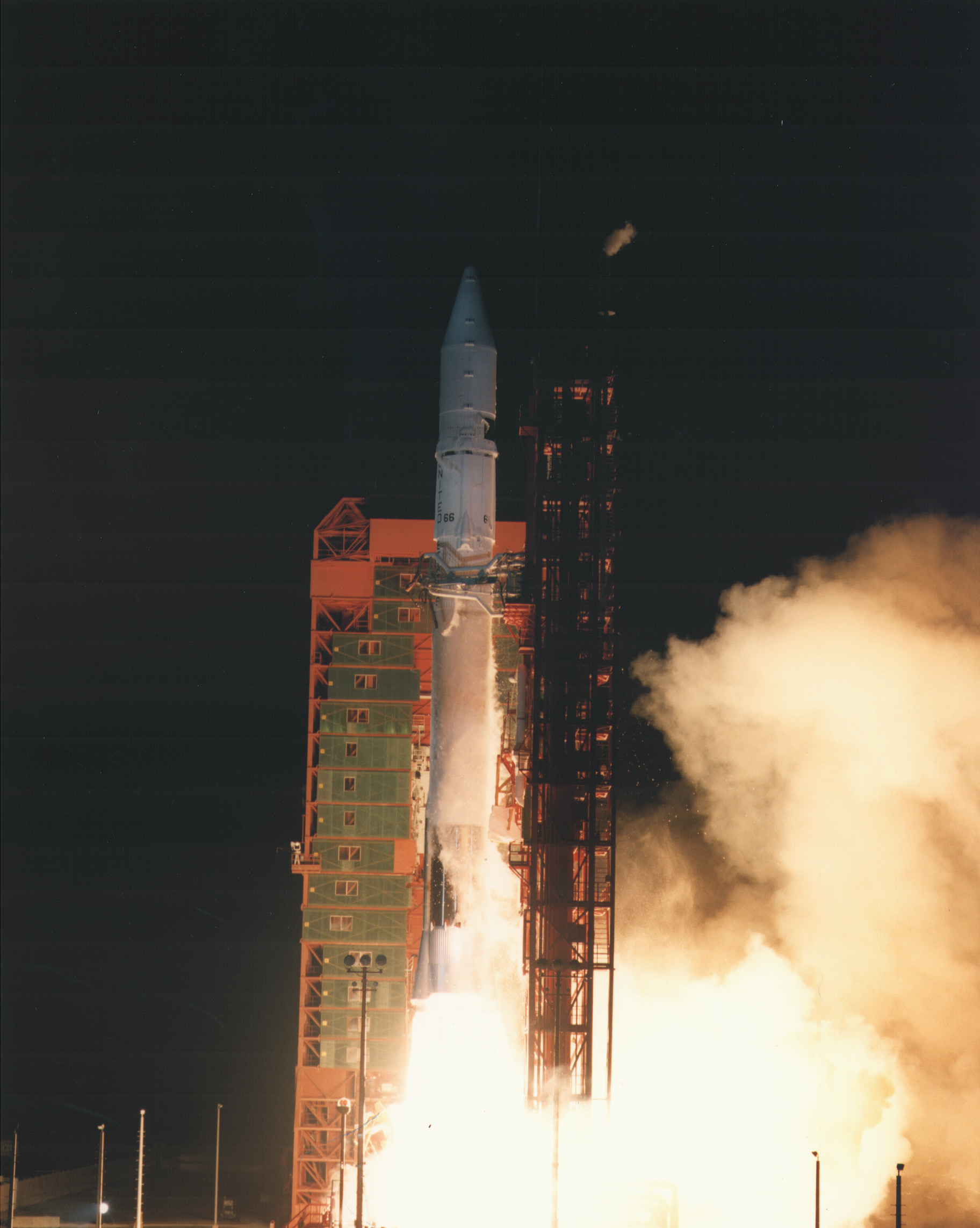
Um Atlas G.

O Atlas G, foi um veículo de lançamento descartável de origem Norte americana. 
Originalmente projetado e construido pela Divisão Convair da General Dynamics em San Diego, na Califórnia.
Ele fazia parte da família Atlas de foguetes e foi criado a partir do míssil SM-65 Atlas. 
O Atlas G, foi  usado para lançar alguns satélites de comunicação na segunda metade da década de 80. 